# Fred Olhorn
Fred Olhorn (22 de enero de 1962-26 de agosto de 2004) fue un deportista de la RDA que compitió en judo. Ganó una medalla de bronce en el Campeonato Europeo de Judo de 1982, en la categoría abierta.

## Palmarés internacional
| Campeonato Europeo | Campeonato Europeo | Campeonato Europeo | Campeonato Europeo |
| Año                | Lugar              | Medalla            | Categoría          |
| ------------------ | ------------------ | ------------------ | ------------------ |
| 1982               | Rostock (RDA)      | Medalla de bronce  | Abierta            |